# Port-la-Nouvelle
Port-la-Nouvelle – miejscowość i gmina we Francji, w regionie Oksytania, w departamencie Aude. Gmina znajduje się na terenie Parku Regionalnego Narbonnaise en Méditerranée. 
Według danych na rok 1990 gminę zamieszkiwały 4822 osoby, a gęstość zaludnienia wynosiła 169 osób/km² (wśród 1545 gmin Langwedocji-Roussillon Port-la-Nouvelle plasuje się na 67. miejscu pod względem liczby ludności, natomiast pod względem powierzchni na miejscu 213.). 